# Hoàng hôn mùa đông
Hoàng hôn mùa đông là EP thứ hai của ca sĩ Thu Phương (đầu tiên của Hoàng Dũng) được phát hành trực tuyến vào ngày 1 tháng 2 năm 2016 bởi công ty quản lý của cô D&D Entertainment. Đây là sản phẩm âm nhạc cô kết hợp với Hoàng Dũng - một ca-nhạc sĩ trẻ có cá tính trong âm nhạc tại Việt Nam.
"Hoàng hôn mùa đông" bao gồm 3 ca khúc "Và mùa đông sang" (Thu Phương), "Có những mùa đông" (Hoàng Dũng) và "Buồn ơi là buồn" (Thu Phương song ca cùng Hoàng Dũng). Ca khúc chủ đạo trong album "Và mùa đông sang" với ca từ giản dị, mang những tâm tư nỗi niềm tự sự được phối bằng chất liệu blue jazz thời thượng & trẻ trung. Bên cạnh đó, "Hoàng hôn mùa đông" và "Buồn ơi là buồn" cũng là hai ca khúc được sáng tác bởi Hoàng Dũng.

## Hoàn cảnh ra đời
Chia sẻ với báo chí trong ngày ra mắt, Thu Phương cho biết: "Với Hoàng hôn mùa Đông, Thu Phương và Hoàng Dũng muốn kể câu chuyện về tình yêu, về những cung bậc nồng nàn cảm xúc và thấm đẫm nỗi buồn. Phương hy vọng rằng, album này sẽ khiến cho mọi người đồng cảm và thấy chính mình ở đâu đó trong mỗi câu chuyện ấy và thấy như được xoa dịu tâm hồn mình, được nhẹ nhõm, bình yên hơn!"

## Danh sách bài hát
| STT | Nhan đề                                     | Sáng tác       | Sản xuất             | Thời lượng |
| --- | ------------------------------------------- | -------------- | -------------------- | ---------- |
| 1.  | "Có những mùa đông" (Hoàng Dũng)            | Hoàng Dũng     | Hoàng Dũng Hoàng Rob | 5:32       |
| 2.  | "Buồn ơi là buồn" (Thu Phương & Hoàng Dũng) | Dũng           | Trần Anh Hoàng       | 4:46       |
| 3.  | "Và mùa đông sang" (Thu Phương)             | Châu Đăng Khoa | Nguyễn Hữu Vượng     | 5:36       |

## Các sáng tác

Thu Phương chụp ảnh quảng bá album mùa đông năm 2015.

Hoàng hôn mùa Đông bao gồm 3 ca khúc: Và mùa đông sang (Thu Phương), Có những mùa đông (Hoàng Dũng) và Buồn ơi là buồn - bản song ca chính thức đầu tiên của Thu Phương cùng học trò. Và mùa đông sang (sáng tác bởi Châu Đăng Khoa) bằng ca từ giản dị và qua giọng hát trầm khàn của Thu Phương, ca khúc như "chở" những tâm tư, nỗi niềm tự sự đong đầy cảm xúc trong một mùa đông dài lạnh lẽo. Tuy là một ca khúc buồn nhưng với chất liệu blue jazz, Và mùa đông sang mang một màu sắc trẻ trung hơn. Cách chia đều "đất" trong EP Hoàng hôn mùa đông cân bằng lại phần vocal của cả hai.″Và mùa đông sang″ là cảm xúc khi nghĩ về miền yêu thương đã xa xôi ấy khiến ta nhớ cồn cào ly cafe, mùi hương của một con người và vòng tay thân thuộc.

## Tham gia sản xuất
1, Có những mùa đông : st Hoàng Dũng 
Hoà Âm : Hoàng Rob & Hoàng Dũng
Năm Sao Studio
Mix & Mastering : Hoàng Huy
2, Buồn ơi là buồn : st Hoàng Dũng 
Hoà Âm : Trần Anh Hoàng
AMG Studio
Mix & Mastering : Tuân Phạm
3, Và mùa đông sang : st Châu Đăng Khoa 
Hoà Âm : Nguyễn Hữu Vượng
NNX - Studio USA
Mix & Mastering : KS Nguyễn Nhân
Make-up & ảnh bìa : Huyền HP
Phát hành : D&D Entertainment

## Phát hành video
- MV Và mùa đông sang cũng là một sản phẩm mang đậm hơi thở của Hà thành cổ kính.[9]